# کینا پیری
کینا پیری (انگلیسی: Kinnah Phiri؛ زادهٔ ۳۰ اکتبر ۱۹۵۴) بازیکن فوتبال اهل مالاوی است.
وی سابقه ۱۱۷ بازی و ۷۱ گل برای تیم ملی فوتبال مالاوی را در کارنامه داشته‌است.